# 日本ベッグ矯正歯科学会
特定非営利活動法人日本ベッグ矯正歯科学会（にほんべっぐきょうせいしかがっかい、The Japanese Begg Society of Orthodontics）とは、歯科矯正学、特にベッグ法による矯正歯科治療を中心とした学問を取り扱う専門学術団体の一つである。

## 概要
1978年に日本ベッグ法研究会として設立され、1985年に日本ベッグ矯正歯科学会となる。理事長は亀田晃。

## 本部事務局
- 〒950-3304 新潟県新潟市北区木崎2341-13 医書出版（有）学会センター

## 学会誌
- 『Journal of Begg Orthodontics』年4回発刊 ISSN 1349-6360 全国書誌番号:01005113

## 専門認定
- 歯科医師
  - 日本ベッグ矯正歯科学会認定医